# Gnom (Rakete)
Die Interkontinentalrakete Gnom (russisch. Гном) war eine in der Sowjetunion in der KBM entwickelte dreistufige mobile Interkontinentalrakete mit einem Feststoffraketentriebwerk. Die Entwicklungsarbeiten wurden 1965 eingestellt.

## Beschreibung
Die Rakete Gnom erhielt einen ungewöhnlichen Antrieb: Die erste Stufe war mit einem Feststoffbooster und einem Staustrahltriebwerk ausgestattet; die zweite und dritte Stufe benutzten ein Feststoffraketentriebwerk. Die Gnom erreichte bereits in der Startphase hohe Geschwindigkeit. Booster und Staustrahltriebwerk wurden bei OKB-670 von Michail Bondarjuk entwickelt. Die geplante Reichweite lag bei 11.000 km, das Startgewicht lag bei 29 Tonnen.  Die Rakete wurde mit einem Thermonuklearsprengkopf sowie einer Batterie von Täuschkörpern ausgestattet. Das Start- und Transportfahrzeug besaß einen Kettenantrieb und wurde auf der Basis des T-10-Chassis entwickelt. Die Rakete Gnom wurde nie fertiggestellt, obwohl viele einzelne Elemente gefertigt wurden, darunter das Staustrahltriebwerk, welches erfolgreich getestet worden ist. Das Projekt wurde Ende 1965 aufgegeben.

### Technische Daten
| Projektzeit                             | 1964–65    |
| Fahrgeschwindigkeit Straße / Gelände    | 40/15 km/h |
| Länge der Rakete mit dem Startcontainer | 16,14 m    |
| Durchmesser                             | 2,6 m      |
| Startmasse der Rakete                   | 29 t       |
| Masse der Rakete mit dem Startcontainer | 31,2 t     |
| Gesamtmasse                             | 59 t       |